# Parque nacional de Andohahela
El Parque nacional de Andohahela (en francés: Parc national de Andohahela) es un espacio protegido en el sureste del país africano de Madagascar, que es notable por los particulares hábitats que están representados dentro de él. El parque cubre 760 kilómetros cuadrados de la cordillera de Anosy, el espolón más meridional de las Tierras Altas malgaches. Estas montañas forman una barrera natural a los vientos alisios húmedos que soplan desde el este, causando una precipitación de 1500 a 2000 mm por año en su lado oriental que soporta una de las selvas al sur de la trópico de Capricornio.
El parque nacional de Andohahela forma parte de la denominación Pluviselvas de Atsinanana elegida como Patrimonio de la Humanidad por la Unesco en 2007. Desde 2010 también se incluye en la lista Patrimonio de la Humanidad en peligro.